# Chimonanthus zhejiangensis
Chimonanthus zhejiangensis är en tvåhjärtbladig växtart som beskrevs av M.C. Liu. Chimonanthus zhejiangensis ingår i släktet Chimonanthus och familjen Calycanthaceae. Inga underarter finns listade i Catalogue of Life.